# Chikkamallekere, Gauribidanur
Chikkamallekere là một làng thuộc tehsil Gauribidanur, huyện Kolar, bang Karnataka, Ấn Độ.